# Lot Torelli
Lot Torelli (Firenze, 30 ottobre 1835 – 1896) è stato uno scultore italiano.
Studiò all'accademia di belle arti di Firenze, ma nel 1858, a causa di disgrazie familiari, dovette lasciare Firenze per trasferirsi a Parigi. Tornò l'anno successivo, arruolandosi come volontario alla guerra d'indipendenza. Nel 1862 tornò a fare sculture e nel 1865 vinse uno stipendio triennale dall'Accademia.
Tra le sue opere principali si ricorda: un medaglione raffigurante la futura regina, la principessa Margherita, esposto a Firenze nel 1871; Adamo ed Eva, che divennero statue sulla facciata del Duomo di Firenze . Presentò proprie sculture all'esposizione centennale delle arti, della manifattura e dei prodotti del suolo e delle miniere di Filadelfia del 1876. Completò altri lavori insieme a Giuseppe De Fabris: Il mar glaciale, bassorilievo in bronzo e L'Angelo Messaggero della Pace, siti nel cimitero urbano di Pisa.
Torelli scolpì molti monumenti funebri, tra cui uno commissionato dalla Marchesa Toscanelli per suo figlio Giovanni, che è sepolto nella sua villa alla Chiocciola vicino a Firenze; un'altra per la signora Giulia Mari e sua figlia per il cimitero di Jacopo a Terenzano . Ha completato i ritratti del figlio del signor Doggett di Chicago; il figlio del signor Waldo, di New York; del Duca Pado di Meclemburgo-Schwerin; della signora Fiyrer di Londra. Ha scolpito un Tritone per una fontana. Tasso da giovane; Il vergognoso; Psiche al laccio; Colomba messaggera; Pescatori; mezza figura di un vecchio intitolato Gli ultimi amori; Bolle di sapone (un mezzobusto); La sorpresa; La principessa del Galles; Fior di Maria; Il soldatino; Shakspeare detto anche il fattorino del Beccaio; ed Eva. Torelli ha vinto diversi premi: nel 1869 vinse la medaglia d'oro all'Esposizione di Incoraggiamento delle Belle Arti di Roma; nel 1871, la Croce d'Oro all'Esposizione Internazionale di Londra; e medaglie d'oro a Firenze, Vienna e Filadelfia. Divenne professore all'Accademia di Belle Arti di Firenze.